# Вільний газ
Ві́льний газ (рос. свободный газ; англ. free gas; нім. freies Gas n) — газові компоненти, в яких частинки газу (молекули, атоми) рухаються вільно, рівномірно заповнюючи за відсутності зовнішніх сил увесь наданий їм об'єм у пористих та тріщинуватих гірських породах, у повітряній атмосфері Землі.
Вільний газ може знаходитися над нафтою в нафтовому пласті або в будь-якому резервуарі над рідиною (водою, нафтою тощо) в рівновазі з тим же газом у розчиненому стані. Він може виділятися із вугільних пластів у шахтах і створювати небезпеку в разі недотримання правил техніки безпеки. Вільний газ може переходити у зв'язаний (сорбований) стан і навпаки, він може виділятися у вигляді струменів із природних вихо-дів на поверхню Землі, викидатись під великим тиском із жерла вулкана під час виверження тощо.
Розрізняють типи вільного газу:
- за умовами знаходження в природі: вільний газ атмосфери та вільний газ літосфери;
- за формами прояву: газогенний, газоакумулятивний (газове скупчення), циркуляційний (повітряний), змішаний;
- за хімічним складом: вуглеводневий, вуглекислотний, азотний, сірководневий, гелієвий тощо.

Кожен із цих типів зустрічається в природі як у чистому вигляді, так і в різних сумішах. Великі скупчення вільного газу, що мають промислову цінність, утворюються в літосфері.
За хімічним складом вільний газ літосфери — це:
- суміш вуглеводнів від СН4 до С5Н12;
- азот (N2);
- вуглекислий газ (СО2);
- сірководень (Н2S);
- водень (Н2);
- гелій (Не);
- монооксид вуглецю (СО);
- аргон (Ar);
- пари ртуті (Hg) тощо.

Вільний газ вуглеводневого типу, в якому переважає метан при порівняно невисокому вмісті (0,1%) важких вуглеводнів, відносяться до сухих, пісних газів. При вмісті гомологів метану від 1 до 5% вільний газ називається напівсухим.
Вільний газ, що характеризується підвищеним вмістом гомологів метану (25% та більше), відносять до жирних газів. Чим вищі тиск і температура, тим більша кількість вуглеводнів міститься у вільному газі. Під час розробки покладів вільного газу можливе виділення (випадання) рідких вуглеводнів (конденсату) в пласті.